# Stadion Heysel
Stadion Heysel – wielofunkcyjny stadion sportowy zbudowany w północno-zachodniej części stolicy Belgii - Brukseli. Jego inauguracja nastąpiła 23 sierpnia 1930 roku (dzień po 100. rocznicy uzyskania niepodległości przez Belgię), a uczestniczył w niej sam książę Leopold. Stąd też wzięła się początkowa nazwa stadionu – Stade du Jubilé (Stadion Jubileuszowy). Nowy stadion mógł pomieścić na trybunach ponad 70 000 widzów, mając tylko miejsca stojące.
Po II wojnie światowej obiekt został przemianowany na Stadion Heysel. Gościł on finały: Pucharu Europy w 1958, 1966, 1974 i 1985 oraz Pucharu Zdobywców Pucharów w 1964, 1976 i 1980 roku. Najwyższą frekwencję w meczach europejskich pucharach na stadionie Heysel zanotowano w 1958 roku i wynosiła ona 66 000 widzów.

## Tragedia na Heysel
W dniu 29 maja 1985 roku, na Heysel, przed finałowym meczem Pucharu Europy Juventus F.C. – Liverpool F.C. doszło do starć między angielskimi i włoskimi kibicami. W wyniku zamieszek śmierć poniosło 39 osób. Tragedia na Heysel była jednym z najtragiczniejszych wydarzeń w powojennej historii sportu. Od czasu tragedii na stadionie odbywały się głównie zawody lekkoatletyczne, rzadko piłkarskie (6 czerwca 1990 roku towarzysko zagrała tu reprezentacja Polski z Belgią).

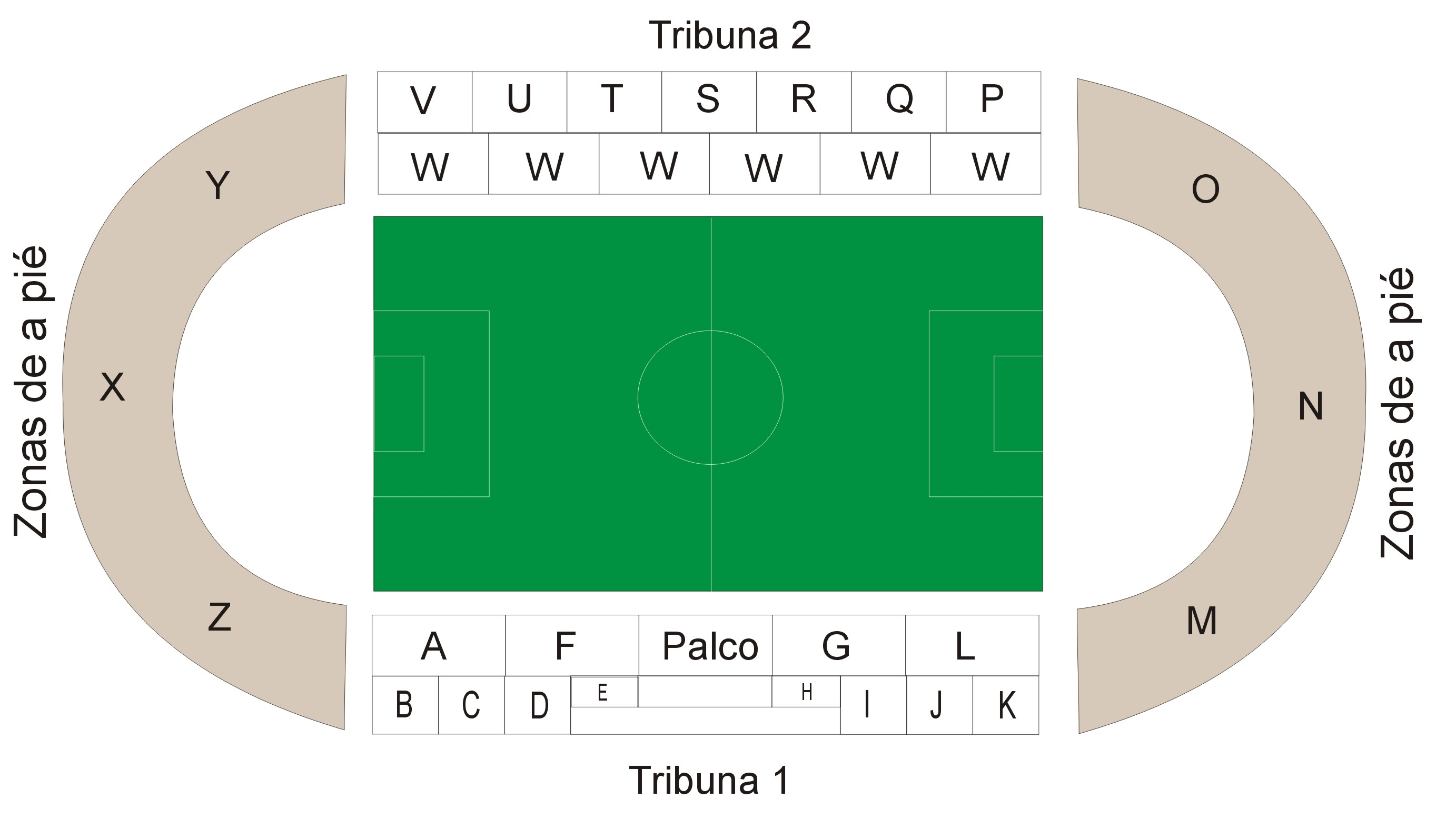
Stadion Heysel

W 1995 stary stadion został rozebrany. Na jego miejscu, kosztem 50 mln dolarów, został wybudowany nowoczesny 50-tysięczny Stade Roi Baudouin / Koning Boudewijnstadion (Stadion Króla Baudouina I), który został otwarty 23 sierpnia 1995 roku.